# Црква Светог пророка Илије у Врањској Бањи
Црква Светог пророка Илије у Врањској Бањи, градском насељу на територији Градске општине Врањска Бања, православни је храм који припада Епархији врањској Српске православне цркве.
Црква посвећена Светом пророку Илији подигнута је на месту где је некада био манастир. Јован Хаџи Васиљевић записао је да су остаци бањског манастира на месту данашње бањске цркве постојали и у 19. веку. Око њих су се, по обичају од старине, сваке године сакупљала околна села на Чисти понедељак (понедељак друге недеље Великог поста). На тај дан народ се и данас у бањској цркви окупља на сабор, као и на храмовну Славу, 2. августа. Није без основа и претпоставка да је у 12. и 13. веку у бањском манастиру било средиште врањско-бањске Епархије.
На овом месту верници су 1896. године подигли цркву са скромним олтаром, коју је 1915. године посећивао краљ Петар I Карађорђевић, за време лечења у Врањској Бањи.
После Првог светског рата, 1928. године, започета је изградња нове цркве Светог пророка Илије, за коју је Краљ Александар Карађорђевић, осим финансијске помоћи, послао и план цркве са Опленца, с молбом да у бањи буде саграђена слична црква. На тај начин се краљ одужио грађанима бање за велику љубазност и поштовање према његовом оцу. Изградња бањске цркве била је завршена и освећена 1935. године.
У цркви се налази иконостас са 17 икона, а осликао их је сликар Ј. Муфтински, у периоду од 1928. до 1935. године.
Од 2000. године до данас, на цркви је урађен нови кров, обновљене су куполе и фасада на храму, а у самој цркви обновљен је иконопис у олтарском делу и апсиди. Порта цркве је ограђена, а парохијски домови и гостински конак су реновирани.